# Vampire Dog
Vampire Dog is een Amerikaanse familiefilm uit 2012 geregisseerd door Geoff Anderson met in de hoofdrollen Collin MacKechnie, Julia Sarah Stone, Amy Matysio, Ron Pederson en Jodi Sadowsky. De stem van vampierhond Fang werd ingesproken door Norm MacDonald.

## Verhaal
De film start in Transsylvanië waar een vrouw in haar keuken rode gelatinepudding maakt. Wanneer ze even weg is, duikt vanuit het niets een hond op die de pudding opeet. De vrouw is nog net getuige hoe de hond terug spoorloos verdwijnt. Even later komt de hond thuis aan. Zijn eigenaar vraagt zich af wie er voor de hond zal zorgen na zijn dood.
Het verhaal verplaatst zich dan naar de Verenigde Staten. De twaalfjarige Ace en zijn moeder Susan komen aan in hun nieuwe huis. Ace kan goed drummen, maar krijgt plankenkoorts wanneer hij voor publiek moet optreden. Susan wordt aangenomen als bijkomende muzieklerares in de plaatselijke middelbare school die wellicht sluit na het huidige schooljaar.
De reeds aanwezige muziekleraar moedigt zijn leerlingen niet echt aan en is ervan overtuigd dat zij gewoonweg geen talent hebben. Susan is van mening dat, mits de juiste aanpak, wel een goed resultaat kan behaald worden. Daarom beslist ze al onmiddellijk om de school in te schrijven voor een talentenjacht. Als ze die winnen, krijgt de school een subsidie en is ze gered. Ace moet van de huidige muziekleraar drummen, maar krijgt een paniekaanval en valt van zijn stoel. Dit wordt gefilmd door zijn medeleerlingen. Omdat Ace ook nog de zoon is van de nieuwe muzieklerares, wordt hij door zowat iedereen afgewezen en omschreven als nerd. Enkel Skylar neemt het voor Ace op, hoewel ze dit tracht te verbergen voor haar vriendinnen.
Op een dag krijgt Susan een brief van de notaris: de vader van haar man zaliger is overleden en Ace krijgt nu hoederecht over zijn oude hond Fang. Niet veel later staat er een bench voor de deur met, op het eerste gezicht, een alledaagse hond.
Tezelfdertijd is er op televisie een reportage over de vrouw uit Transsylvanië betreffende het incident met de hond. Dit wordt gezien door dokter Warhol. Warhol is er nu zeker van: de legende van de vampierhond bestaat. Volgens haar kan het DNA van zo'n vampierhond helpen in de zoektocht naar een crème die de menselijke huid niet meer veroudert. Ze geeft haar assistent Frank de opdracht om de hond op te sporen.
De volgende dag wordt Fang buiten in de tuin gezet aan een lange leiband. Wanneer Ace 's avonds thuiskomt, vindt hij de hond in een donkere hoek onder de dakpannen. Ace haalt de hond binnen. Fang begint plots te praten en verwijt Ace dat hij in de zon moest zitten, terwijl hij daar een allergie voor heeft. Ace valt hierop flauw en Fang sleurt hem naar een zetel.
Wanneer Ace terug bijkomt, verklaart Fang dat hij een 600 jaar oude vampierhond is die leeft op gelatinepudding. Naast praten, kan Fang ook hypnotiseren en zich bijna tegen lichtsnelheid verplaatsen. Ace vraagt Fang om niet tegen zijn moeder te praten, omdat hij niet wil dat zij ook zal flauwvallen en daarbij mogelijk sterft door een foute val. Ace wil zijn moeder evenmin zeggen dat de hond gelatinepudding moet eten. Daarom wordt Fang elke dag de school binnengesmokkeld zodat hij in de keuken of de cafetaria pudding kan zoeken.
Ondertussen weet Skylar ook dat Fang een vampierhond is. Fang zegt dat hij 600 jaar geleden vampier werd toen een zekere graaf Vlad de over-over-over-...-grootouders van Ace trachtte aan te vallen. Fang sprong naar de vampier om zijn baasjes te redden, maar werd zelf gebeten. Omdat hij nu onsterfelijk is, blijft hij binnen de familie. Na zijn mutatie at hij voornamelijk paardenhoeven tot wanneer hij gelatinepudding ontdekte. Skylar, een kei in chemie, weet de reden: gelatine bevat collageen en werkt voor Fang als hemoglobine. Skylar gaat ook op zoek naar een manier waardoor Fang wel in het zonlicht kan komen.
Dokter Warhol en haar assistent Frank hebben ondertussen al enkele pogingen gedaan om de hond te ontvoeren. Nu hebben ze alle gelatine in de stad opgekocht om de hond zo naar hen te lokken, maar ook deze poging mislukt. Niet veel later wordt Fang door de schoolconciërge gevonden en overgebracht naar het asiel. Ace krijgt huisarrest omdat hij de hond meebracht naar school.
Ondanks het huisarrest gaat Ace met Skylar naar het asiel. Daar kunnen ze hem nog net redden van Warhol en Frank. Daarop vluchten ze naar de muziekwedstrijd die die avond plaatsvindt. Het optreden van de klas van Susan wordt stilgelegd door haar collega: blijkbaar kan de drummer totaal niet drummen en gebruikt hij een drumcomputer. De leraar en de drummer werden omgekocht door Warhol omdat zij in de schoolgebouwen haar eigen bedrijf wil oprichten. De jury stelt voor dat de groep mag verdergaan als er nog een andere drummer is. Daarop stelt Ace zich kandidaat en speelt ditmaal feilloos. De groep wint en het behoud van de school is verzekerd. De muziekleraar wordt ontslagen. Ace wordt een van de populairste jongens. Skylar heeft ontdekt dat Fang enkel een middel tegen zonne-allergie moet innemen. Warhol en Frank worden opgepakt door de politie en gek verklaard nadat zij beweren dat Fang een vampierhond is.